# ホウ・シャオシェンのレッド・バルーン
『ホウ・シャオシェンのレッド・バルーン』（仏: Le Voyage du ballon rouge、中: 紅氣球之旅、英: Flight of the Red Balloon）は2007年のフランス・台湾合作映画。
『悲情城市』『好男好女』のホウ・シャオシェン（侯孝賢）監督が、カンヌ国際映画祭でパルム・ドールを受賞したアルベール・ラモリスの1956年の映画『赤い風船』にオマージュを捧げたヒューマンドラマである。

## キャスト
- ジュリエット・ビノシュ：スザンヌ
- シモン・イテアニュ：シモン
- イポリット・ジラルド：マルク
- ソン・ファン：ソン
- ルイーズ・マルゴラン：ルイーズ

## スタッフ
- 監督・脚本：ホウ・シャオシェン
- 製作・脚本：フランソワ・マルゴラン
- 製作総指揮：リャオ・チンスン
- 撮影：リー・ピンビン